# Messein
 Messein  es una población y comuna francesa, en la región de Lorena, departamento de Meurthe y Mosela, en el distrito de Nancy y cantón de Neuves-Maisons.

## Demografía
| 1158 | 1212 | 1204 | 1445 | 1508 | 1499 |
| Para los censos de 1962 a 1999 la población legal corresponde a la población sin duplicidades (Fuente: INSEE [Consultar]) |      |      |      |      |      |